# Ruth Underwood
Ruth Underwood (* jako Ruth Komanoff; 23. května 1946) je americká perkusionistka, známá především pro svou spolupráci s Frankem Zappou. Byla také členkou skupiny The Mothers of Invention, ve které hrál i její manžel Ian Underwood.

## Diskografie

### The Mothers of Invention
- Roxy & Elsewhere (1974)
- One Size Fits All (1975)

### Frank Zappa
- 200 Motels (1971)
- Over-Nite Sensation (1973)
- Apostrophe (') (1974)
- Zoot Allures (1976)
- Studio Tan (1978)
- Zappa in New York (1978)
- Sleep Dirt (1979)
- You Can't Do That on Stage Anymore, Vol. 1 (1988)
- You Can't Do That on Stage Anymore, Vol. 2 (1988)
- You Can't Do That on Stage Anymore, Vol. 3 (1989)
- The Lost Episodes (1996)
- Zappa Wazoo (2007)
- The Dub Room Special (2007)
- One Shot Deal (2008)

## Filmografie
- 200 Motels (1971)
- Baby Snakes (1977)
- The Dub Room Special (1982)
- The Amazing Mr. Bickford (1987)
- Video from Hell (1987)
- The True Story of Frank Zappa's 200 Motels (1988)